# قشلاق بهمن‌شیر
قشلاق بهمن‌شیر یک منطقهٔ مسکونی در ایران است که در دهستان تازه‌کند (پارس‌آباد) واقع شده‌است. قشلاق بهمن‌شیر ۹ نفر جمعیت دارد.